# Gloxinie
Die Gloxinie (engl.: Gloxinia, Brazilian gloxinia), deren botanischer Name Sinningia speciosa lautet, ist eine Pflanzenart aus der Familie der Gesneriengewächse (Gesneriaceae). Mit zahlreichen Sorten ist die Kulturhybride Sinningia-speciosa-Hybride (engl.: florists’ gloxinia) als blühende Topfpflanze bekannt.

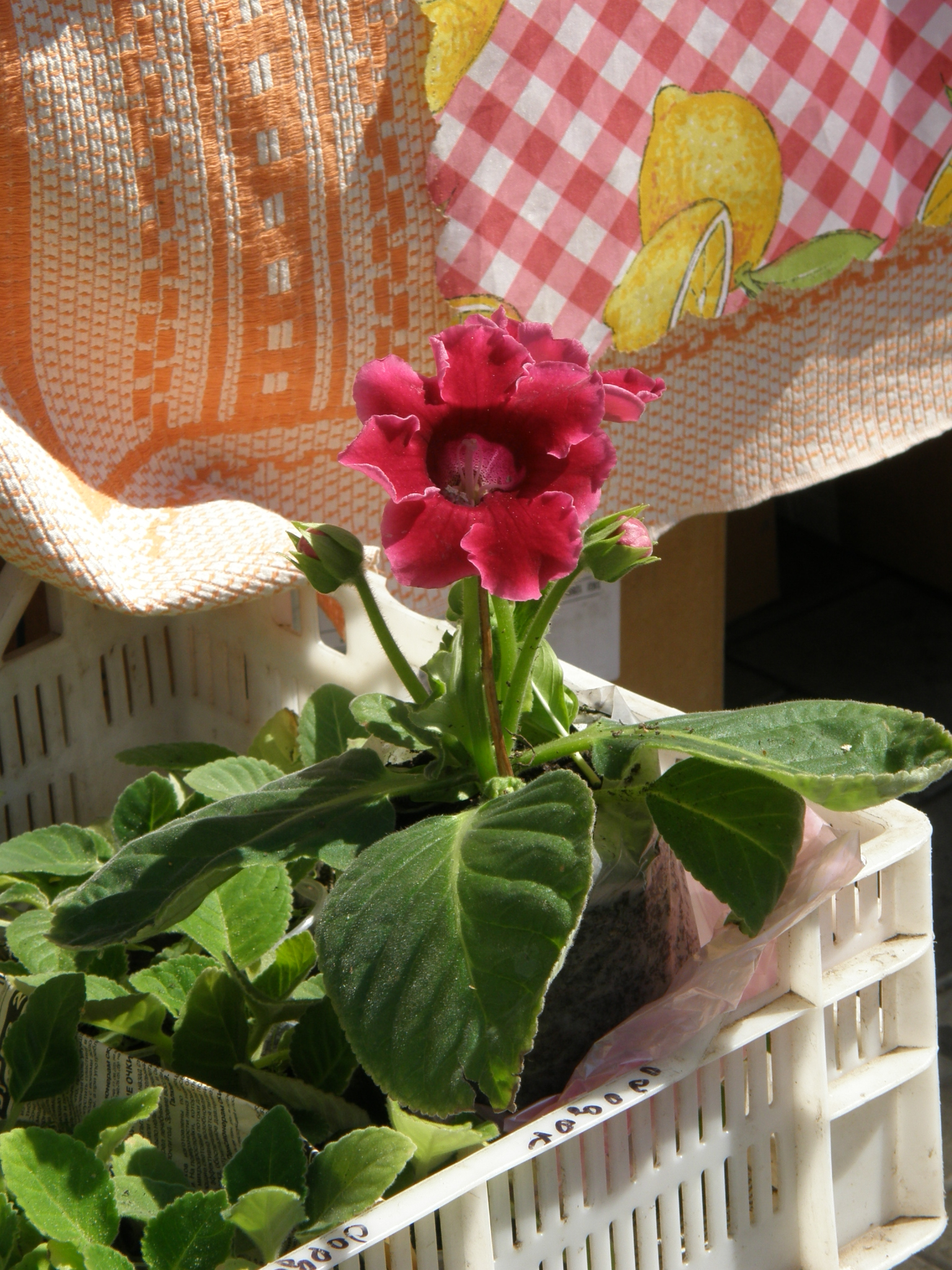
Habitus als Zierpflanze

## Entdeckung und botanische Klassifizierung
Sie wurde zu Beginn des 19. Jahrhunderts in ihrem natürlichen Habitat im Regenwald des südöstlichen Brasilien entdeckt. 1817 gelangten, noch unbenannt, Pflanzen nach England. Der englische Botaniker und Baumschuler Joachim Conrad Loddiges klassifizierte die Pflanze als eine Vertreterin der Gattung Gloxinia und nannte sie Gloxinia speciosa. Schnell setzte sich „Gloxinia“ bzw. „Gloxinie“ als Namenskurzform durch, der auch noch heute für die Kulturhybrid-Sorten gebräuchlich ist. Sein Sohn George veröffentlichte 1817 erste Zeichnungen und Beschreibungen im ersten Buch seiner Reihe „Botanical Cabinet“. Die Beschreibung war dort allerdings ungenügend, diese lieferte John Bellenden Ker Gawler etwas später 1817 in The Botanical register Band 3 Tafel 213. Allerdings kam es seit der Erstbeschreibung immer wieder zu, teils kurzlebigen, systematischen Neuklassifizierungen: so wurde die Art neben der Gattung Gloxinia auch den Gattungen Gesneria, Ligeria, Orthanthe oder auch Martynia zugeordnet. William Philip Hiern ordnete die Pflanze dann 1877 in Videnskabelige Meddelelser fra den Naturhistoriske Forening i Kjøbenhavn 1877/1878 Seite 91 in die heute gültige, seit 1825 beschriebene Gattung Sinningia als Sinningia speciosa (G.Lodd. ex Ker Gawl.) Hiern ein.

## Beschreibung
Die Gloxinie gehört zu den Vertretern der Gesneriengewächse, die eine Knolle ausbilden. Die ausdauernde Pflanze bildet oberirdische Stängel aus und erreicht eine Höhe von 15-30(–60) cm. Die kurz gestielten (1–4 cm) Blätter sind oval bis elliptisch oder verkehrt-eiförmig, mit samtiger Oberfläche und ausgeprägten Blattadern. Der Blattrand ist gekerbt, die Blattspitze spitz zulaufend. Die Blattunterseite (abaxiale Blattfläche) ist behaart. Die Blätter stehen in gegenständiger Blattstellung oder sind, bei kurz ausgeformten Blattstielen, auch pseudorosettig angeordnet.
Die Blütezeit der Gloxinie ist im Frühjahr, dann werden trompeten- bis glockenförmige Blüten an aufrechtstehenden, 5–10 cm langen Blütenstielen, ausgebildet. Die Länge der Blumenkrone beträgt 3,5 bis 5,5 cm. Bei der Wildart finden sich die Blütenfarben Weiß, Rosa und Lila. Innerhalb der Kronblatthülle befinden sich fünf Nektardrüsen. Als Frucht wird eine Kapselfrucht ausgebildet.

## Verbreitung als Zierpflanze
Nach ihrer Einführung in England wurde die Gloxinie im 19. und frühen 20. Jahrhundert schnell zu einer beliebten blühenden Topfpflanze mit entsprechender Verbreitung. Durch britische Kolonialbeamte gelangte sie in viele Länder des Britischen Empires wie beispielsweise Mauritius (1822 eingeführt), Indien (ab 1839), Karibik (ab 1846) oder Ceylon (1879). In den wärmeren Gegenden konnte die Gloxinie auch im Freien kultiviert werden, ansonsten war sie eine der typischen blühenden Topfpflanzen der beheizten Räume oder der Liebhabergewächshäuser. Parallel begannen Pflanzenzüchter mit der Erzeugung von Kulturhybriden mit einer größeren Farbpalette, intensiverer Blütenzeichnungen und größeren Einzelblüten.
In den Vereinigten Staaten wurde die Gloxinie erstmals 1835 in „The American Gardener’s Magazine“ abgebildet. Noch 1951 wurde dort die „American Gloxinia Society“, die spätere „American Gloxinia and Gesneriad Society“ und heutige „The Gesneriad Society“, gegründet.

## Züchtung und Kulturhybriden
Kreuzungspartner der Sinningia speciosa waren eng verwandte Arten wie Sinningia villosa oder Sinningia helleri. Die daraus entstandenen Arthybriden weisen heute in der Regel kleinere Blätter auf, da diese ursprünglich größer und zerbrechlicher und für den, bei einer kommerziellen Nutzung notwendigen Transport, eher hinderlich waren. Bei Blütenform und -farbe gibt es die meisten Veränderungen. Gegenüber dem normalerweise einfarbigen Wildtyp gibt es bei den Sinningia speciosa-Hybriden größere, ein- oder zweifarbige Blüten, mit gemusterten Kronblättern und mit leicht gefüllten Blüten. Die Blütezeit der Hybridsorten ist im Gegensatz zu der Wildform nach hinten verschoben und dauert von Juni bis August. In letzter Zeit findet in der Züchtung wieder eine Rückbesinnung auf den ursprünglichen Wildtyp statt und führt zu der ursprünglichen Wildart wieder ähnlicher aussehenden Sorten mit hängenden kleineren Blüten.

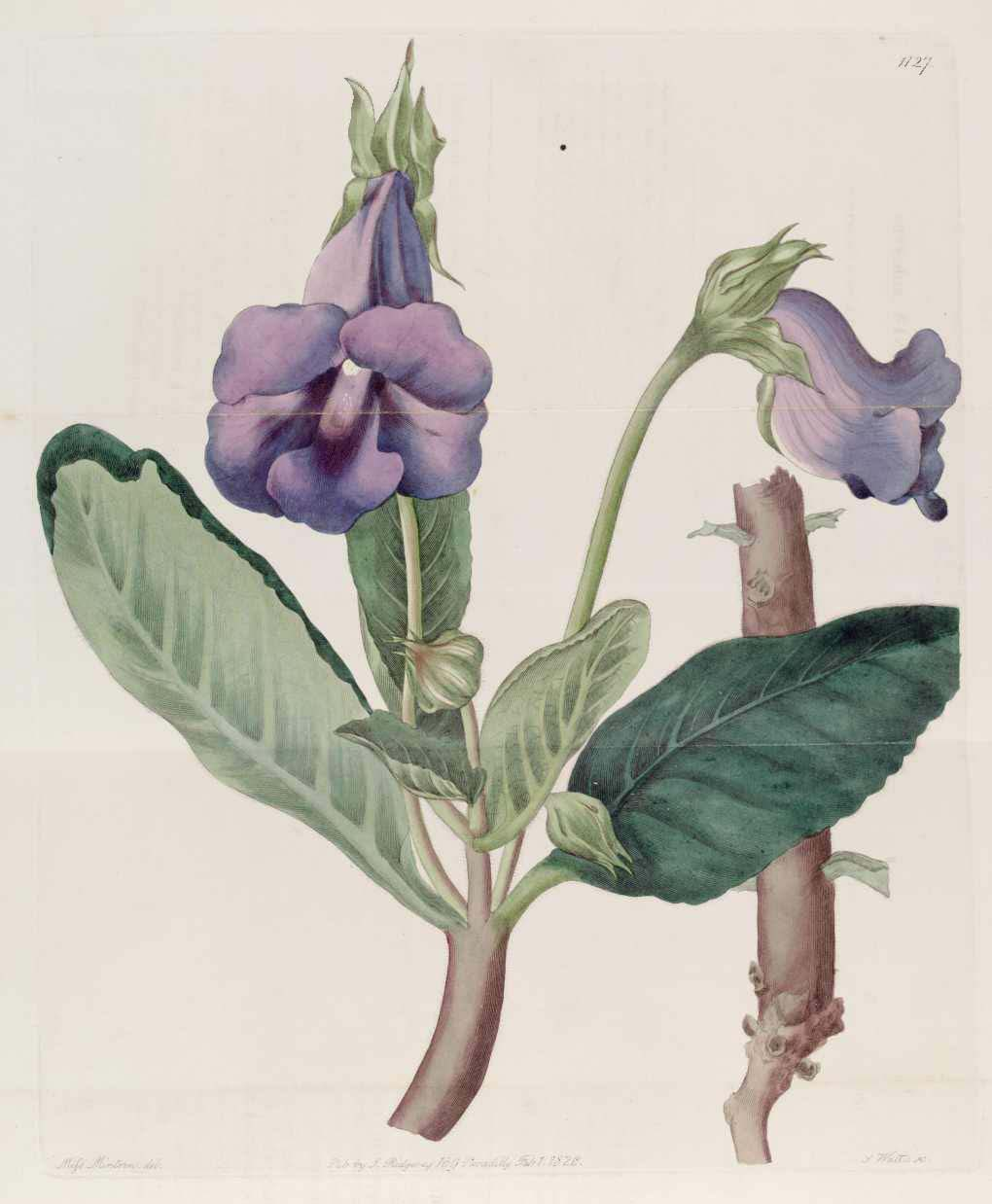
Frühe Abbildung von 1827 als Gloxinia caulescens
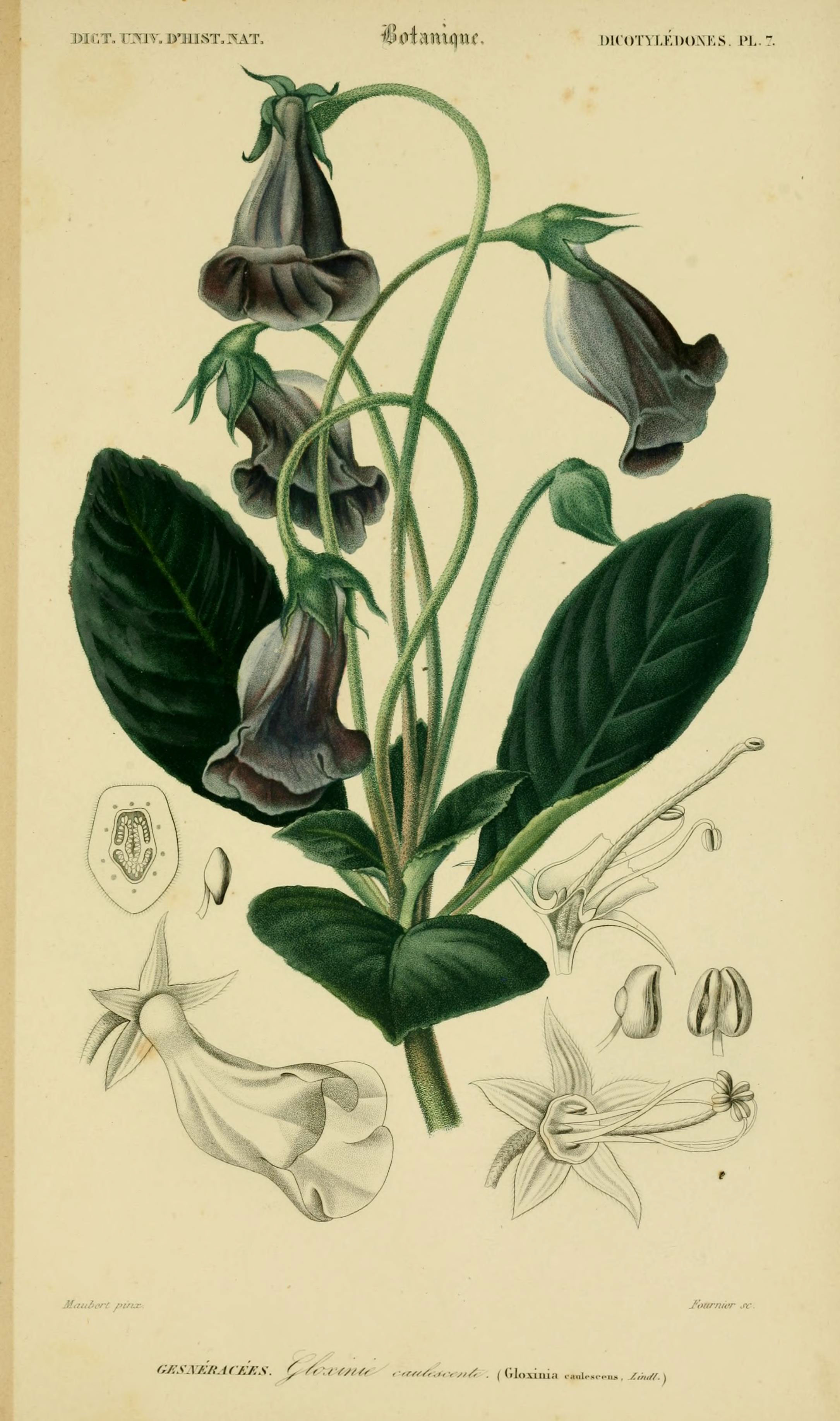
Abbildung von 1849 mit botanischen Zeichnungen zum Blütenaufbau
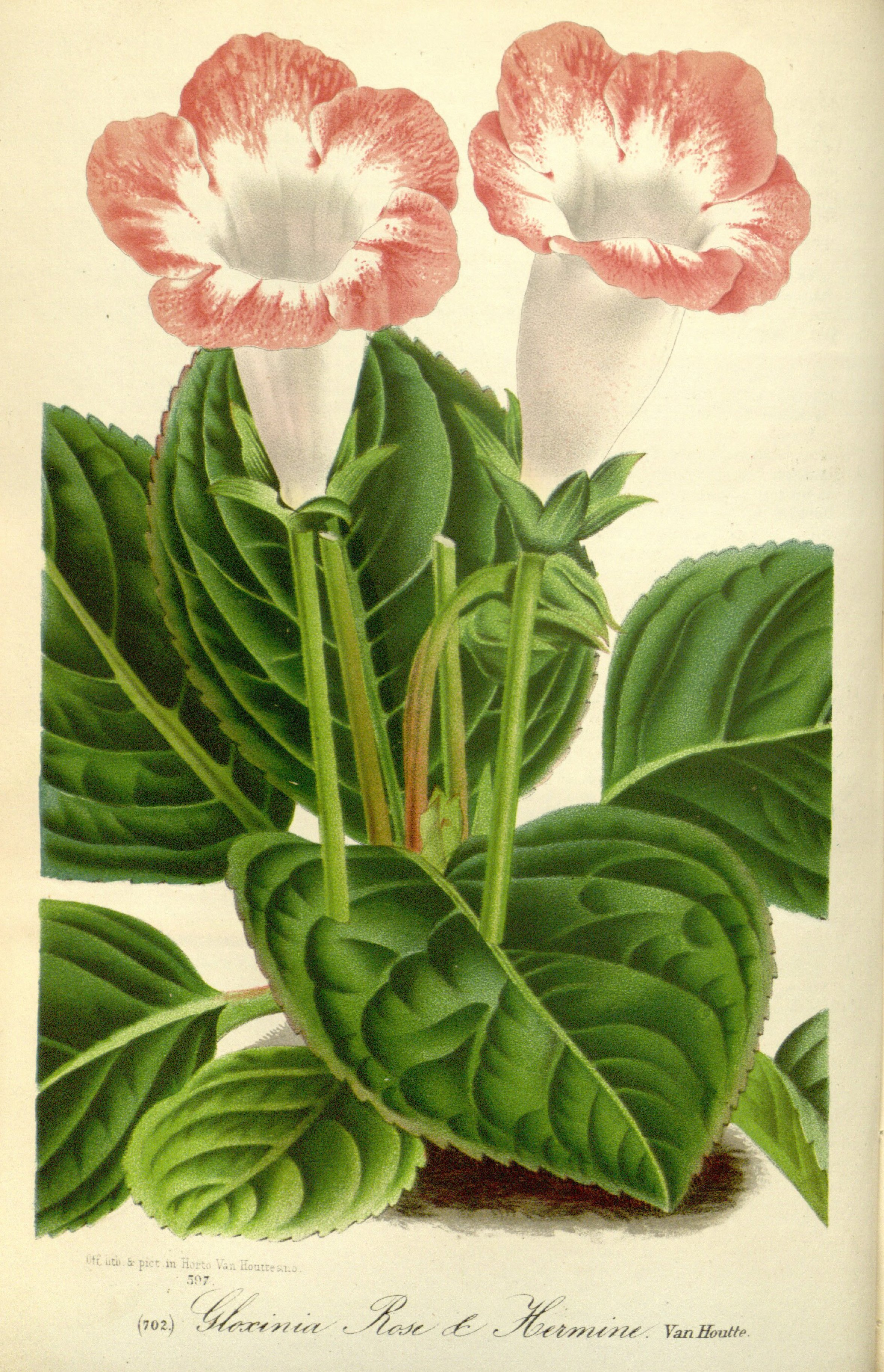
Zweifarbige frühe Gloxiniensorte 'Rose de Hermine' (Abbildung von 1867-1868)
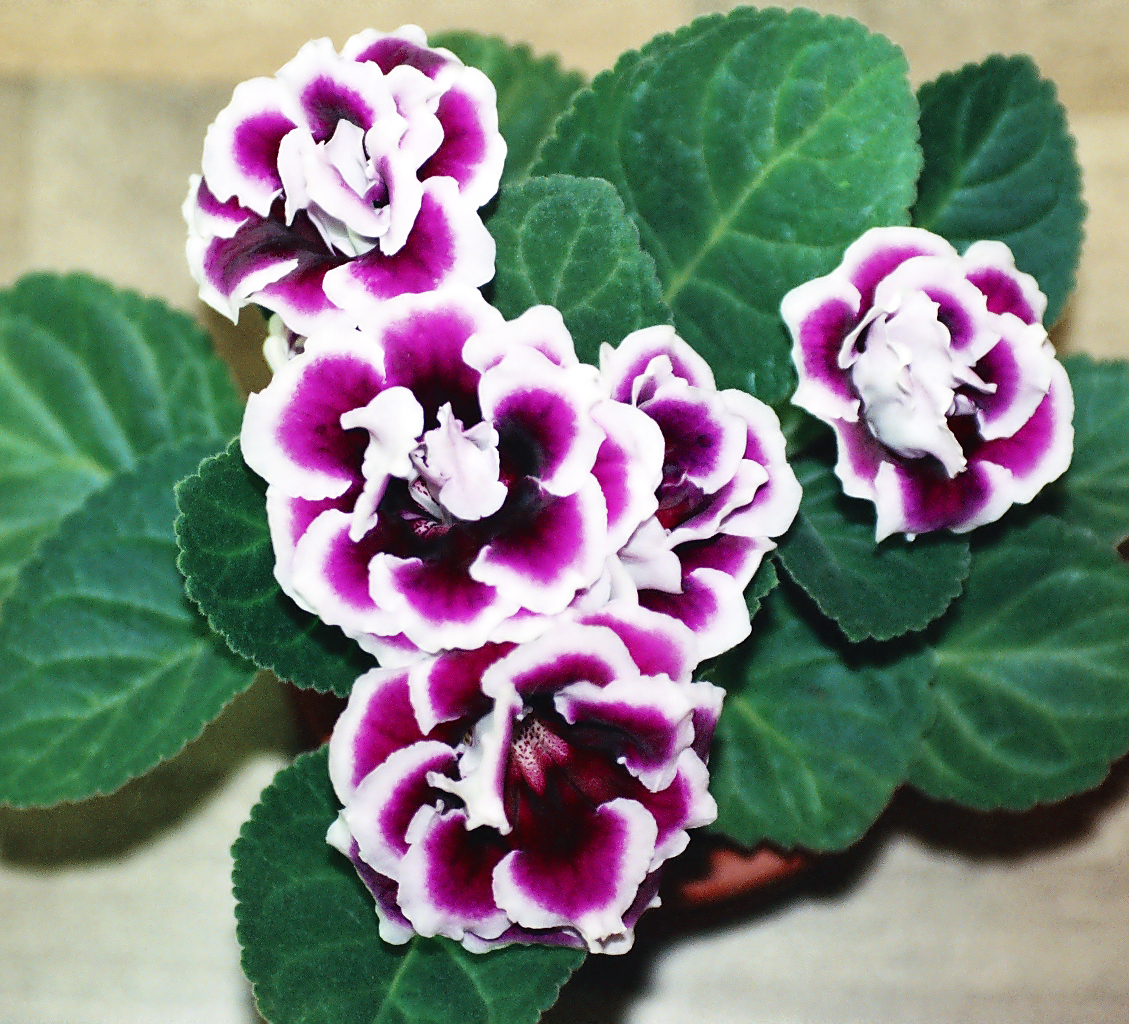
Moderne Kulturhybride mit gefüllten Blüten und Zweifarbigkeit
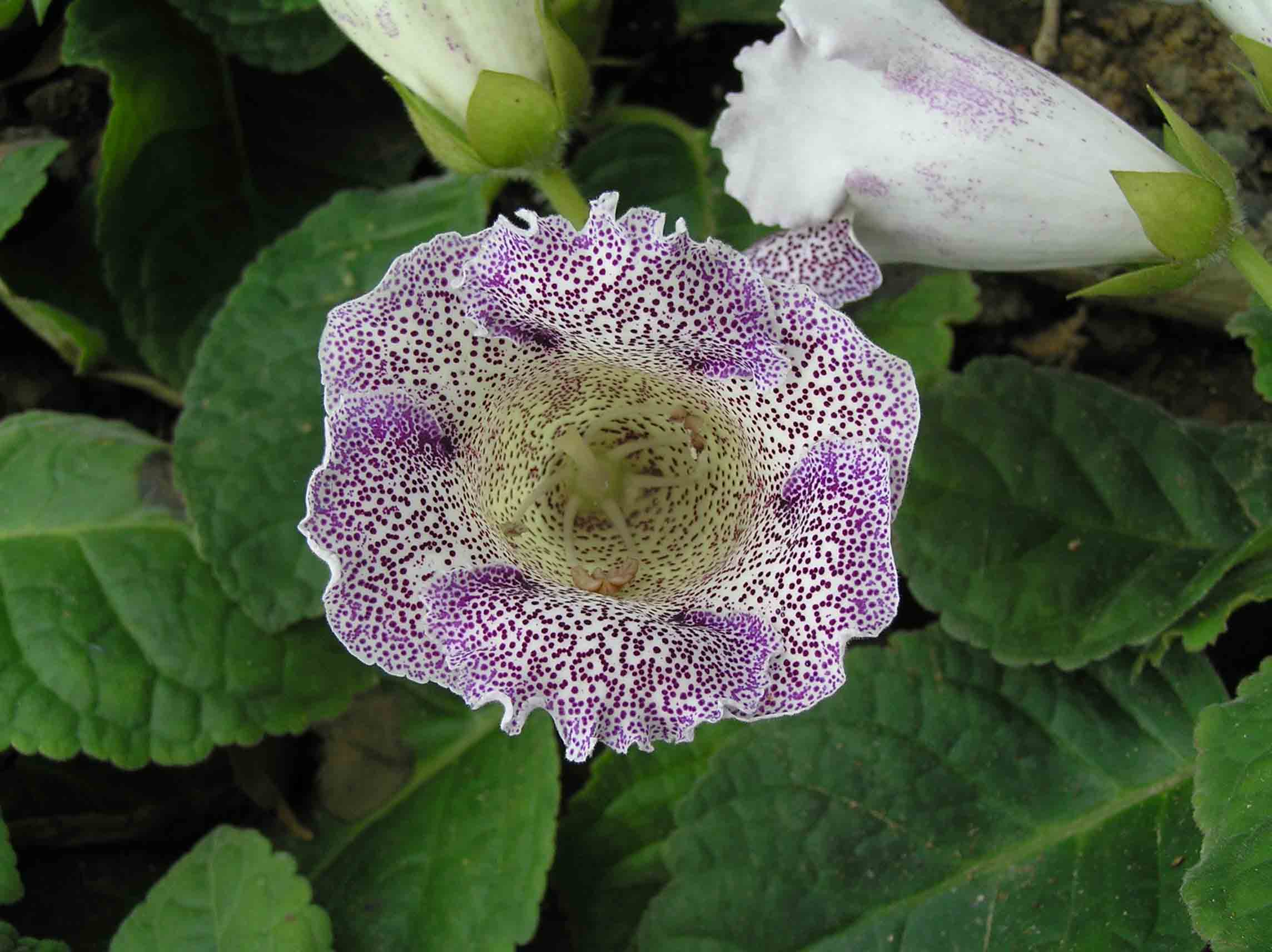
Blüte einer modernen Hybride mit starker Kronblattzeichnung

## Trivia
Nicht mit der Gloxinie verwandt ist die Gartengloxinie (Incarvillea delavayi) oder die Zentralasiatische Freilandgloxinie (Incarvillea semiretschenskia), die zu den Trompetenbaumgewächsen gehören. Hier führte die Ähnlichkeit bei der Form der Blüten zu der Namensgebung.